# Gatka (art martial)
 (février 2019).
Si vous disposez d'ouvrages ou d'articles de référence ou si vous connaissez des sites web de qualité traitant du thème abordé ici, merci de compléter l'article en donnant les références utiles à sa vérifiabilité et en les liant à la section « Notes et références ».
Pour les articles homonymes, voir Gatka.

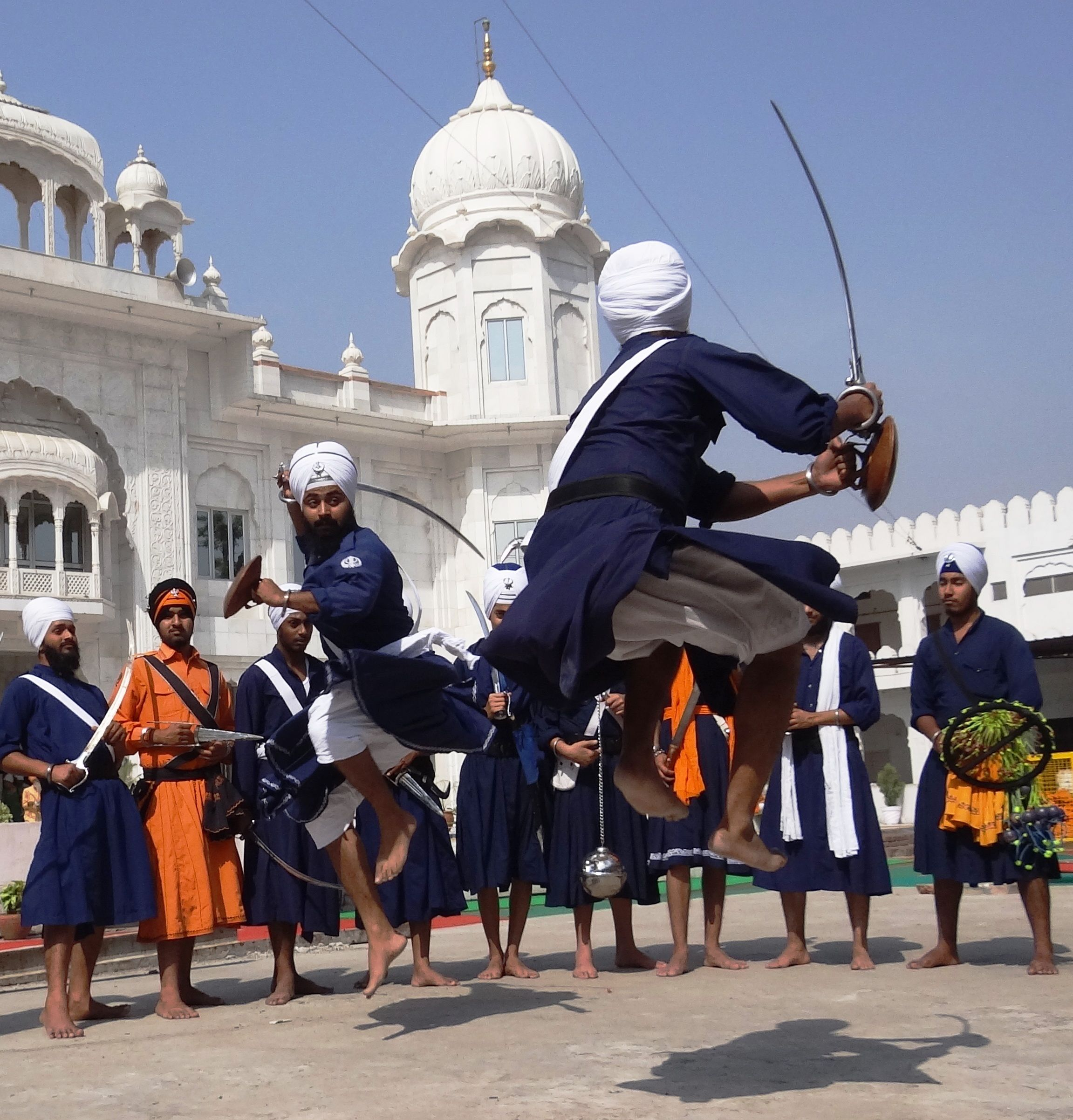
Sikh Jouent du Gatka

Le gatka (Punjabi : ਗਤਕਾ), également nommé danse de l'épée, est le nom d'un art martial indien associé aux Sikhs de la région du Punjab. 
C'est un style de combat au bâton, avec des bâtons en bois destinés à simuler des épées. Le nom punjabi gatka fait référence au bâton de bois utilisé. Le gatka peut être pratiqué comme un sport (khel) ou un rituel (rasmi). La forme sportive est jouée par deux adversaires brandissant des bâtons de bois appelés gatka. Ces bâtons peuvent être associés à un bouclier. Les points sont marqués lorsque l'on entre en contact avec le bâton. Les autres armes ne sont pas utilisées pour les combats à plein contact, mais leurs techniques sont enseignées par le biais d'une formation aux formes. La forme rituelle est purement à des fins de démonstration et est interprétée en musique lors d'occasions telles que les mariages ou dans le cadre d'une représentation théâtrale telle que la danse chhau. Un pratiquant de gatka s'appelle un gatkabaj.

## Histoire
Le gatka est un style de combat qui existe en Inde depuis des siècles, bien qu'il soit maintenant presque exclusivement maintenu en vie par la tradition des combats Khalsa. Cette discipline fut adoptée par les Sikhs au XVIIe siècle par Siri Guru Har Gobind Sahib Ji qui créa ainsi l'armée Sikh. C’est le gourou Har Gobind, qui a reçu deux épées lors de son ordination: les Miri (pouvoirs temporels) et les Piri (pouvoirs spirituels). Avec cette double nature établie des Sikhs, l'art martial de Gatka est devenu une discipline physique, mentale et spirituelle et utilise l'épée comme arme principale. Les pratiquants apprennent également à utiliser des mouvements concertés avec le verset Gurbani et, d'une certaine manière, en conformant le corps et l'esprit aux paroles des gourous.

## Mouvements du Panthra
La fondation du gatka s'appelle la Panthra, un mouvement en quatre étapes qui enseigne la coordination entre les blocs défensifs, le mouvement des pieds et le mouvement des armes. L’idée est de devenir si fluide entre l’acuité mentale, la sensibilité spirituelle et les prouesses physiques, que l’équilibre est atteint sur le champ de bataille. Pour atteindre cette fluidité et ce rythme, la Panthra est enseigné au vers et au rythme du Bani Jaap Sahib. Chaque shastra (arme) devient une extension naturelle du corps et se conforme à la volonté et même aux récitations silencieuses de l'esprit par Gurbani (Paroles de Gourou). Plus qu’un art martial, le Gatka est un art transmis de génération en génération et enseigné comme une discipline complète esprit-corps-spirituel. De nombreuses écoles Gatka (Akhara) à travers le monde entretiennent et enseignent cet art, transmettant à Khalsa de nos jours l’héritage martial qui a permis de préserver la religion et le mode de vie de leurs ancêtres Sikhi. 